# Торки (Англия)
Вижте пояснителната страница за други значения на Торки.
Торкѝ (на английски: Torquay, произнася се [tɔːˈki]) е град в Югозападна Англия.
Разположен е в залива Лайм на графство Девън и е административен център на община Торбей. Население 62 963 жители от преброяването през 2001 г.
Първите сведения за града датират от 1196 г., когато е построен манастирът Тор Аби. През 1801 г. вече е наброявал 838 жители.
Пристанище на Ла Манш. Има железопътна гара и риболовна база. Морски курорт. През XIX век е модерен за времето си курорт и е наричан Английска ривиера.
Представителният футболен отбор на града е на ФК Торки Юнайтед.

## Култура
От Торки е рокгрупата „Уишбоун Аш“. В града е сниман тв сериалът Фолти Тауърс с участието на Джон Клийз.

## Личности
Родени
- Ребека Гибс (1973–2014), английска актриса
- Ричард Франсис Бъртън (1821-1890), пътешественик
- Агата Кристи (1890-1976), английска писателка